# Junya Takahashi
Junya Takahashi (高橋 潤哉 Takahashi Junya?), född 28 maj 1997 i Akita prefektur, är en japansk fotbollsspelare.
Takahashi började sin karriär 2020 i Montedio Yamagata. 2021 flyttade han till Azul Claro Numazu.